# Lamprosema karenkonalis
Lamprosema karenkonalis là một loài bướm đêm trong họ Crambidae.